# Ulla Mitzdorf
Ulla Mitzdorf (* 5. März 1944 in Mittenwald; † 19. Juli 2013) war eine deutsche Wissenschaftlerin, die zu so unterschiedlichen Bereichen wie Physik, Chemie, Psychologie, Physiologie, Medizin und Gender-Forschung beigetragen hat.

## Werdegang
Mitzdorf promovierte 1974 an der Technischen Universität München in theoretischer Chemie und war anschließend Stipendiatin am Max-Planck-Institut für Psychiatrie. 1983 habilitierte sie sich im Fach Physiologie, 1984 in Medizinischer Psychologie und Neurobiologie an der Ludwig-Maximilians-Universität München.
Von 1988 bis 2009 hielt sie die Fiebiger-Professur (C3) für Medizinische Psychologie an der Universität München. Zugleich war sie von 2000 bis 2006 Universitätsfrauenbeauftragte und Sprecherin der Landeskonferenz der Frauen- und Gleichstellungsbeauftragten an bayerischen Hochschulen.
Ulla Mitzdorf verstarb am 19. Juli 2013 nach kurzer schwerer Krankheit im Alter von 69 Jahren.

## Veröffentlichungen
- Literatur von und über Ulla Mitzdorf im Katalog der Deutschen Nationalbibliothek

## Quelle
- Kürschners Deutscher Gelehrten-Kalender Online